# LOVE LETTER (오오츠카 아이의 음반)
《Love Letter》(러브 레터)는 오오츠카 아이의 다섯 번째 정규 음반이다. 2008년 12월 17일에 발매됐다.

## 수록곡

### CD
1. Love Letter
2. 로켓 스니커 (ロケットスニ-カ-)
3. 바이바이(バイバイ)
4. 쿠라게, 나가레보시 (クラゲ、流れ星 해파리, 유성[*])
5. 닌교 (人形 인형[*])
6. 키미페치 (君フェチ 당신에 대한 페티시즘[*])
7. Creamy&Spicy
8. 도☆포지티브 (ド☆ポジテぃブ 완전 포지티브[*])
9. 360°
10. 샤치하타 (シヤチハタ 사찌하다 (Shachita)[*])
11. Onextime
12. 포켓 (ポケット)
13. 아이 (愛 사랑[*])